# Roberto Perfumo
Roberto Alfredo Perfumo (Sarandí, 3 oktober 1942 – Buenos Aires, 10 maart 2016) was een Argentijns voetballer.

## Carrière
Perfumo debuteerde in 1960 in de vijfde divisie van River Plate. Perfumo werd toen speler van Racing Club, waar hij debuteerde in januari 1964 in een wedstrijd tegen Flamengo gespeeld in Santiago, Chili.
Perfumo's eerste positie op het veld was middenvelder, maar hij begon te spelen als rechtsback in de Racing reserve team. Hij debuteerde in Primera División in een wedstrijd tegen Ferro Carril Oeste. Bij Racing Club werd Perfumo beschouwd als een van de beste Argentijnse verdedigers, met het winnen van de Primera titel, de Copa Libertadores en de Wereldbeker. In al die kampioenschappen werd Perfumo geprezen als de meest opvallende speler van Racing Club.
In 1964 debuteerde hij in het Argentijnse nationale elftal en maakte hij deel uit van de Argentijnse ploeg op het WK 1966 in Engeland. Hier bereikte hij de kwartfinales en nam hij deel aan alle wedstrijden. In 1971 trad hij tot de Braziliaanse club Cruzeiro toe en nam hij deel aan het WK 1974 in Duitsland. Na het WK ging hij terug naar Argentinië, waar hij voor River Plate speelde totdat hij in 1978 zijn carrière beëindigde.